# Bol d'Or (vela)

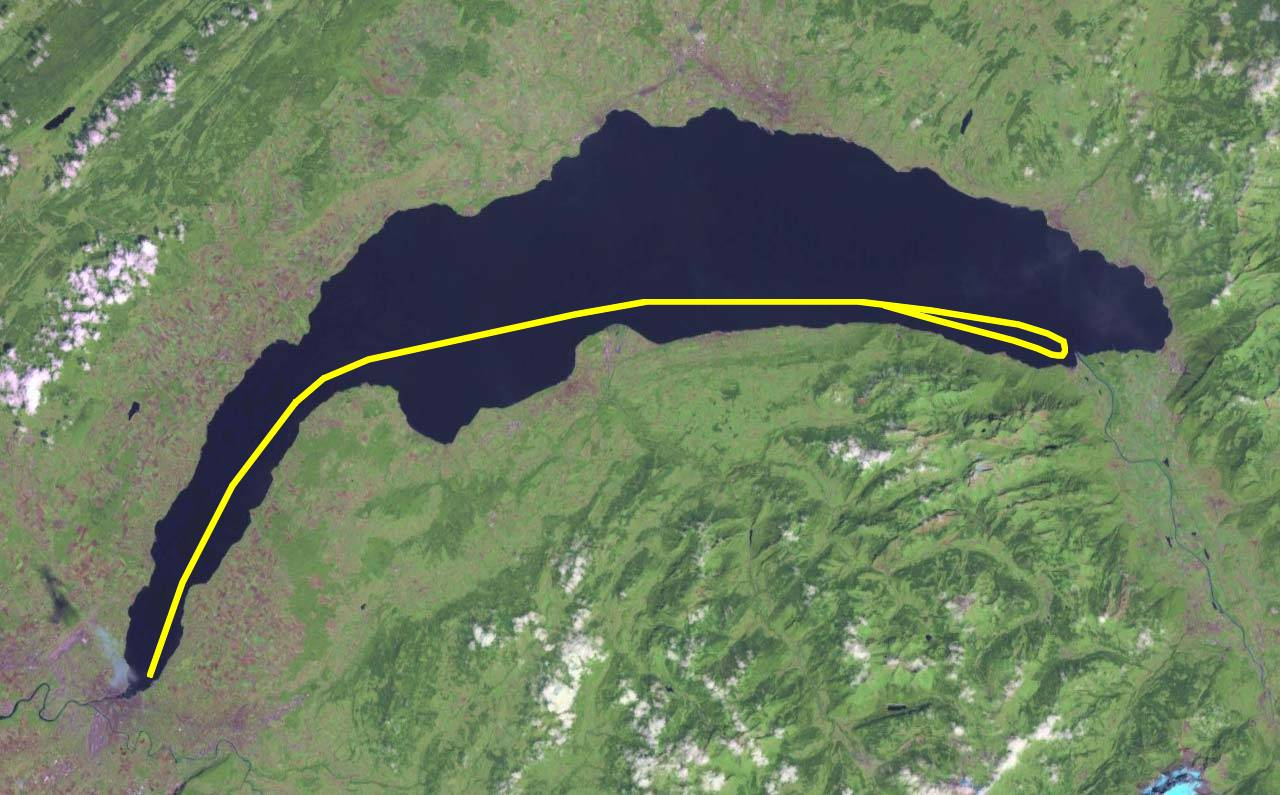
Percurso

O Bol d'Or - Taça de Ouro - é uma regata que tem lugar a meados de Junho no Lago Lemano organizada pela Société Nautique de Genève (SNG). Teve lugar pela primeira vez a 18 de Julho de 1939 com 26 participantes e reúne hoje cerca de 600.

## Regata
Com um percurso de 66.5 mi náuticas  é a maior regata em água doce da Europa. A competição, que travessa todo o Lago Lemano em comprimento (Genebra/Port-Noir - Bouveret - Genebra/Port-Noir), é aberta aos veleiros da ACVL (Associação Suíça dos Clubes de Vela) e à classe LX.
Além de ser uma grande festa popular, o Bol d'Or  tornou-se num dos grandes clássicos do calendário internacional de regatas, pelo que tem chamado a atenção de marinheiros experimentados como Michel Desjoyeaux, Ernesto Bertarelli ou Loïck Peyron .

## Challenge
O vencedor em tempo real ganha o Challenge Bol d'Or , que é posto em jogo anualmente, a menos que seja ganho três vezes em cinco anos pelo mesmo proprietário ou associação de proprietários. Até hoje só três barcos o conseguiram: o Marie-José II de Horace Julliard (1961, 1962 e 1963), o Altaïr IX de Philippe Stern (1980, 1982 et 1984) e o Alinghi de Ernesto Bertarelli (1997, 2000 et 2001).
O Bol de Prata é destinado aos monocascos e só foi ganho uma vez desde 1996 por Ita92/Raffica, data em que a taça foi posta em jogo.

## Recorde
Em 1994 foram batidos todos os recordes do Bol d'Or pois com uma tempestade de bise as 66,5 milhas náuticas (123 km) do percurso foram percorridas pelo multicasco Triga IV de P.M. Leuenberger em 5h 01m 51s (24.45 km/h) e o recorde dos monocascos batido por Corum Modulo 108 de B. Siegfried em 8h 45m 40s.

## Edições
Artigos e imagens 
- 26-1964  RTS Sport: Filme do Bol d'Or 1964
- 71-2009 Événements "Voile"
- 72-2010 FULL-SPEED
- 73-2011 RTS Sport: Alinghi
- 74-2012 RTS Sport: Realstone Sailin